# Markus Kolke
Markus Kolke (* 18. August 1990 in Erlenbach am Main) ist ein deutscher Fußballspieler. Der Torhüter steht bei Werder Bremen unter Vertrag.

## Karriere
Kolke spielte in seiner Jugend für den TSV Großheubach und für Viktoria Aschaffenburg. 2009 wechselte er zur zweiten Mannschaft von Eintracht Frankfurt. Bei dieser war er jedoch nur Ersatztorwart. Nach einem Jahr in Frankfurt ging er zum baden-württembergischen Oberligisten SV Waldhof Mannheim. Bei diesem absolvierte er in der Saison 2010/11 alle Spiele und stieg als Meister mit dem Verein in die Regionalliga auf.
Im Sommer 2011 wechselte er zum SV Wehen Wiesbaden. Dort setzte er sich im Oktober 2013 gegen den bisherigen Stammtorhüter Michael Gurski durch und stand seitdem als Stammtorwart zwischen den Pfosten. Spätestens seit der Saison 2016/17 hatte er den Ruf eines Elfmeterkillers inne, als er sechs von sieben Strafstößen in dieser Saison parieren konnte. Über die Aufstiegsrelegation konnte Kolke, der zeitweise auch Mannschaftskapitän war, mit den Hessen in die 2. Liga aufsteigen. In acht Jahren stand er in 232 Partien im Tor des SVWW, davon 210-mal in Ligaspielen.
Trotzdem schloss er sich zur Drittligasaison 2019/20 Hansa Rostock an, wo er als Nachfolger für den abgewanderten Stammtorhüter Ioannis Gelios einen Zweijahresvertrag erhielt. Im Tor der Hanseaten wurde Kolke zu einem Erfolgsgaranten und von seinem Trainer Jens Härtel in allen 38 Liga-Spielen eingesetzt. Hierbei spielte er zwölfmal zu null und war auch im DFB-Vereinspokal gegen den Zweitligisten VfB Stuttgart (0:1) auf dem Platz. Der damals 29-jährige Keeper wurde am 10. Spieltag beim 1:1 in Mannheim mit nun 220 absolvierten Drittliga-Spielen neuer Rekordtorhüter der 3. Fußball-Liga und löste damit Robert Wulnikowski als bisherigen Rekordhalter ab. Am Ende der Saison wurde er mit Hansa Tabellensechster und gewann zudem den Lübzer-Pils-Cup 2019/20. Im Endspiel konnte der Torgelower FC Greif mit 3:0 bezwungen werden. In der Saison 2020/21 führte Markus Kolke die Kogge als Mannschaftskapitän aufs Feld und bestritt jedes Saison-Spiel für Rostock. Wie in der Vorsaison traf er im DFB-Pokal auf den, nun Bundesligisten, VfB Stuttgart und erneut hatte Kolke mit Hansa mit 0:1 das Nachsehen. In der Hoffnung mit Hansa besser als in der zurückliegenden Saison abzuschließen, verlängerte er Anfang Dezember 2020 seinen laufenden Vertrag vorzeitig bis zum 30. Juni 2023. Die Hoffnungen wurden erfüllt, Kolke stieg mit Hansa am 22. Mai 2021 in die 2. Fußball-Bundesliga auf.
Vom Mannschaftsrat zum Kapitän gewählt, führte der Schlussmann die Kogge auch in der 2. Bundesliga auf den Rasen. Sein Zweitliga-Debüt gab er am 24. Juli 2021 im Heimspiel gegen den Karlsruher SC und musste mit seinem Team eine 1:3-Niederlage hinnehmen. Kolke erreichte in dieser Spielzeit erstmals in seiner aktiven Laufbahn das Achtelfinale im DFB-Pokal, schied dort allerdings gegen den Bundesligisten RasenBallsport Leipzig mit 0:2 aus. Zuvor bezwang er im nationalen Vereinspokal mit Rostock die Ligakonkurrenten 1. FC Heidenheim (3:2 n. V.) und SSV Jahn Regensburg (4:2 i. E.). Am 24. Spieltag bestritt er im heimischen Ostseestadion gegen den 1. FC Nürnberg (0:2) schließlich sein 100. Ligaspiel für den F.C. Hansa.
Am vierten Spieltag der Zweitliga-Folgesaison 2022/23 beim Auswärtsspiel gegen den SV Darmstadt 98, das 0:4 verloren ging, sorgte er durch einen schweren Fehler in der dritten Minute für das erste Gegentor. Nach einem parierten Weitschuss eines Gegenspielers legte er sich den Ball zurecht und schaute nach links, um potentielle Anspielstationen auszukundschaften. Währenddessen näherte sich von rechts unbemerkt der Darmstädter Phillip Tietz dem Ball, um ihn ins Tor zu schießen. Zeiglers wunderbare Welt des Fußballs nominierte es als Kacktor des Monats August 2022. Wie in der Vorsaison bestritt er alle Zweitligaspiele und belegte mit dem Team erneut Platz 13. Kolke erfuhr hierbei drei Übungsleiter, Patrick Glöckner, der Jens Härtel ablöste, und Alois Schwartz, mit dem nach einer turbulenten Saison der Rostocker letztlich der Klassenerhalt gelang. Schon Ende März 2023 verlängerte er seinen Vertrag in Rostock erneut und ligaübergreifend bis 2026.
Im DFB-Pokal der Spielzeit 2023/24 parierte der Kapitän der Kogge in der 1. Hauptrunde gegen den Viertligisten FSV Frankfurt im Elfmeterschießen alle FSV-Elfmeter, sicherte den Ostseestädtern damit den Einzug in die nächste Runde und untermauerte seinen Ruf eines Elfmeterkillers.
Nach dem Abstieg aus der 2. Bundesliga mit Hansa Rostock wechselte er als dritter Torhüter in die Bundesliga zu Werder Bremen.

## Erfolge
SV Waldhof Mannheim
- Meister der Oberliga Baden-Württemberg und Aufstieg in die Regionalliga Südwest: 2011

SV Wehen Wiesbaden
- Aufstieg in die 2. Bundesliga: 2019

F.C. Hansa Rostock
- Landespokalsieger Mecklenburg-Vorpommern: 2020
- Aufstieg in die 2. Bundesliga: 2021

## Privates
Kolkes Spitzname ist „Krake“. Er ist mit Alisa verheiratet, mit der er einen gemeinsamen Sohn (* 2018) hat.